# Progress M-14M
La navetta Progress M-14M fa parte del programma russo Progress di rifornimento periodico della Stazione spaziale internazionale. È progettata solo per il trasporto cargo, senza equipaggio.

## Lancio
La navetta è partita dal cosmodromo di Baikonur in Kazakhistan il 25 gennaio 2012, ed è arrivata a destinazione poco più di due giorni dopo, attraccando automaticamente senza problemi.

## Materiale trasportato
Il rifornimento effettuato con questa missione ha portato principalmente carburante, beni di prima necessità all'equipaggio (acqua, cibo, ossigeno) e strumentazione per esperimenti.

## Rientro
Prima della fase di rientro, la navetta progress si è staccata dalla ISS e ha completato un'altra missione di 9 giorni di volo libero con misurazione di assorbimento e densità della ionosfera terrestre; al termine di questa missione secondaria, ha effettuato una manovra di deorbitazione e ha continuato la sua discesa verso la terra, bruciando al contatto con l'atmosfera.